# Войт, Джон
Джо́натан Ви́нсент Войт (англ. Jonathan Vincent Voight; род. 29 декабря 1938, Йонкерс, Нью-Йорк, США) — американский актёр, лауреат премий «Оскар», «Золотой глобус» и BAFTA.
Наиболее известные фильмы с его участием — «Полуночный ковбой» (1969), «Схватка» (1995), «Миссия невыполнима» (1996), «Анаконда» (1997), «Враг государства» (1998), «Перл Харбор» (2001), «Лара Крофт: Расхитительница гробниц» (2001), «Трансформеры» (2007), а также «Сокровище нации» (2004) и «Сокровище нации: Книга тайн» (2007).
Отец американской актрисы Анджелины Джоли.

## Биография
Джон Войт родился 29 декабря 1938 года в небольшом американском городе Йонкерс штата Нью-Йорк в семье Барбары (урожденной Камп) и Элмера Войта (при рождении Войтка), профессионального игрока в гольф. У него есть два брата, Барри Войт, бывший вулканолог из Университета штата Пенсильвания, и Джеймс Уэсли Войт, известный как Чип Тейлор, певец и автор песен. Дедушка и бабушка Войта по отцовской линии были словацкими иммигрантами, в то время как его дедушка и бабушка по материнской линии были немецкими иммигрантами. Политический активист Джозеф Камп приходился ему двоюродным дедом по матери. Войт был воспитан как католик и посещал среднюю школу архиепископа Степинаца в Уайт-Плейнс, штат Нью-Йорк, где он впервые заинтересовался актерским мастерством, сыграв комедийную роль графа Пепи Ле Лу в ежегодном школьном мюзикле «Песня Норвегии». После окончания университета в 1956 году он поступил в Католический университет Америки в Вашингтоне, округ Колумбия, где специализировался в области искусства и получил степень бакалавра в 1960 году. После окончания университета Войт переехал в Нью-Йорк, где продолжил актерскую карьеру. Он окончил театральную школу Neighborhood Playhouse, где учился у Сэнфорда Мейснера.
Работал в мюзиклах, в театре и на телевидении. В 1967 году был награждён премией «Театр Мира» за участие в пьесе «Этим летом в этом сезоне» Ф. Гилроя.
Был приглашён на ТВ и стал телевизионной звездой благодаря участию в сериалах 1963—1969 годов — «Голый город», «Защитники».
Дебютировал в кино в 1967 году. За исполнение роли Джо Бака в фильме «Полуночный ковбой» (1969) получил сразу несколько премий — Премию нью-йоркских кинокритиков, «Золотой глобус» и премию Британской киноакадемии (BAFTA) — вручённые ему как самому перспективному дебютанту. За создание образа Люка Мартина в фильме «Возвращение домой» (1978) актёр получил премии: «Оскар», нью-йоркских кинокритиков, «Золотой глобус» и фестиваля в Каннах.
За свою гуманитарную деятельность Джон Войт получил премию «Цдака» от религиозной организации «Бней Ноах» («Сыны Ноя»), к идеологии которой он близок. При этом он также снимался в роли Ноя в фильме «Ноев ковчег».
Личная жизнь
В 1962 году Войт женился на актрисе и танцовщице Лори Питерс, но в 1967 году брак был расторгнут. Во втором браке был женат на Маршелин Бертран с 12 декабря 1971 по 1978 год. От этого брака у Войта двое детей: сын — Джеймс Хейвен (1973), дочь — Анджелина Джоли (1975).

## Фильмография
| Год       |    | Русское название                         | Оригинальное название                   | Роль                                                   |
| --------- | -- | ---------------------------------------- | --------------------------------------- | ------------------------------------------------------ |
| 1967      | ф  | Бесстрашный Фрэнк                        | Fearless Frank                          | Бесстрашный Фрэнк                                      |
| 1969      | ф  | Полуночный ковбой                        | Midnight Cowboy                         | Джо Бак                                                |
| 1969      | ф  | Не в своей тарелке                       | Out of It                               | Расс                                                   |
| 1970      | ф  | Уловка-22                                | Catch-22                                | лейтенант Mило Mиндербиндер                            |
| 1972      | ф  | Избавление                               | Deliverance                             | Эд                                                     |
| 1974      | ф  | Досье ODESSA                             | The Odessa File                         | Питер Миллер                                           |
| 1975      | ф  | Конец игры                               | End of the Game                         | Вальтер Чанц                                           |
| 1978      | ф  | Возвращение домой                        | Coming Home                             | Люк Мартин                                             |
| 1979      | ф  | Чемпион                                  | The Champ                               | Билли Флинн                                            |
| 1982      | ф  | В поисках выхода                         | Lookin’ to Get Out                      | Алекс Ковак                                            |
| 1983      | ф  | Стол на пятерых                          | Table for Five                          | Taннен                                                 |
| 1985      | ф  | Поезд-беглец                             | Runaway Train                           | Oскар Maнхейм                                          |
| 1986      | ф  | Цветок пустыни                           | Desert Bloom                            | Джек Чисмор                                            |
| 1989      | ф  | Вечность                                 | Eternity                                | Эдвард Джеймс                                          |
| 1991      | тф | Чернобыль: Последнее предупреждение      | Chernobyl: The Final Warning            | доктор Роберт Гейл                                     |
| 1992      | тф | Последний из племени                     | The Last of His Tribe                   | профессор Aльфред Kробер                               |
| 1993      | ф  | Одинокий голубь: Возвращение             | Return to Lonesome Dove                 | капитан Вудро Колл                                     |
| 1993      | тф | Воин радуги                              | The Rainbow Warrior                     | Питер Уиллкокс                                         |
| 1995      | ф  | Ковбой под арестом                       | Convict Cowboy                          | Ри Вестон                                              |
| 1995      | ф  | Схватка                                  | Heat                                    | Нейт                                                   |
| 1995      | ф  | Оловянный солдатик                       | The Tin Soldier                         | Ярик                                                   |
| 1996      | ф  | Миссия невыполнима                       | Mission: Impossible                     | Джим Фелпс                                             |
| 1997      | ф  | Роузвуд                                  | Rosewood                                | Джон Райт                                              |
| 1997      | ф  | Анаконда                                 | Anaconda                                | Пол Сарон                                              |
| 1997      | ф  | Поворот                                  | U Turn                                  | Blind Man                                              |
| 1997      | ф  | Особо опасный преступник                 | Most Wanted                             | генерал Адам Вудворд / лейтенант-полковник Грант Кейси |
| 1997      | ф  | Благодетель                              | The Rainmaker                           | Лео Драммонд                                           |
| 1997      | ф  | Парни есть парни                         | Boys Will Be Boys                       | лейтенант Палладино                                    |
| 1998      | ф  | Посредник                                | The Fixer                               | Джек Киллоран                                          |
| 1998      | ф  | Генерал                                  | The General                             | инспектор Нед Кенни                                    |
| 1998      | ф  | Враг государства                         | Enemy of the State                      | Toмас Бриан Рейнольдс                                  |
| 1999      | ф  | Студенческая команда                     | Varsity Blues                           | тренер Бад Килмер                                      |
| 1999      | ф  | Ноев ковчег                              | Noah’s Ark                              | Ной                                                    |
| 1999      | ф  | Фламандский пёс                          | A Dog of Flanders                       | Михель Ла Гранд                                        |
| 1999      | ф  | Принц и сёрфер                           | The Prince and the Surfer               | ведущий                                                |
| 2001      | ф  | Пёрл Харбор                              | Pearl Harbor                            | Франклин Рузвельт                                      |
| 2001      | ф  | Лара Крофт: Расхитительница гробниц      | Lara Croft: Tomb Raider                 | Лорд Ричард Крофт                                      |
| 2001      | ф  | Образцовый самец                         | Zoolander                               | Ларри Зуландер                                         |
| 2001      | ф  | Али                                      | Ali                                     | Говард Коселл                                          |
| 2001      | тф | Восстание                                | Uprising                                | генерал Юрген Струп                                    |
| 2001      | тф | Джек и Бобовое дерево: Правдивая история | Jack and the Beanstalk: The Real Story  | Зигфрид «Зигги» Мангейм                                |
| 2002      | тф | Второй состав                            | Second String                           | тренер Чак Дихтер                                      |
| 2003      | ф  | Клад                                     | Holes                                   | Maрлон Севиллo                                         |
| 2003      | тф | Джаспер, штат Техас                      | Jasper, Texas                           | Билли Роулес                                           |
| 2004      | ф  | Супердетки: Вундеркинды 2                | SuperBabies: Baby Geniuses 2            | Билл Бисккейн                                          |
| 2004      | ф  | Маньчжурский кандидат                    | The Manchurian Candidate                | Сенатор Томас Джордан                                  |
| 2004      | ф  | Сокровище нации                          | National Treasure                       | Патрик Гейтс                                           |
| 2004      | тф | Пёс — каратист                           | The Karate Dog                          | Гамильтон Кейдж                                        |
| 2004      | тф | Куда приводят сны                        | The Five People You Meet in Heaven      | Эдвард «Эдди»                                          |
| 2005      | тф | Папа Иоанн Павел II                      | Pope John Paul II                       | Иоанн Павел II                                         |
| 2006      | ф  | Игра по чужим правилам                   | Glory Road                              | Адольф Рапп                                            |
| 2006      | ф  | Смертельные уроки                        | The Legend of Simon Conjurer            | докитор Краск                                          |
| 2007      | ф  | Последний сентябрь                       | September Dawn                          | Якоб Самуэльсон                                        |
| 2007      | ф  | Трансформеры                             | Transformers                            | Джон Келлер, министр обороны США                       |
| 2007      | ф  | Братц                                    | Bratz                                   | Димли                                                  |
| 2007      | ф  | Сокровище нации: Книга тайн              | National Treasure: Book of Secrets      | Патрик Гейтс                                           |
| 2008      | ф  | Гордость и слава                         | Pride and Glory                         | Фрэнсис Тирни, старший                                 |
| 2008      | ф  | Четыре Рождества                         | Four Christmases                        | Крэйтон                                                |
| 2008      | ф  | Американская сказка                      | An American Carol                       | Джордж Вашингтон                                       |
| 2008      | ф  | Солдаты неудачи                          | Tropic Thunder                          | играет себя                                            |
| 2008      | тф | 24 часа: Искупление                      | 24: Redemption                          | Йонас Ходжес                                           |
| 2012      | ф  | За гранью                                | Beyond                                  | детектив Джон Коски                                    |
| 2013—2020 | с  | Рэй Донован                              | Ray Donovan                             | Микки Донован                                          |
| 2013      | ф  | Погнали!                                 | Getaway                                 | Фанат                                                  |
| 2013      | ф  | Тёмный принц                             | Dracula: The Dark Prince                | Ван Хельсинг                                           |
| 2015      | ф  | Вудлон                                   | Woodlawn                                | Пол Брайент                                            |
| 2016      | ф  | Фантастические твари и где они обитают   | Fantastic Beasts and Where to Find Them | Генри Шоу-старший                                      |
| 2016      | ф  | Американский рестлер: Волшебник          | American Wrestler: The Wizard           | директор Роберт Скиннер                                |
| 2016      | тф | Семейная ферма                           | J.L. Family Ranch                       | Джон Ландсбург                                         |
| 2017      | ф  | Такой же не такой, как я                 | Same Kind of Different as Me            | Эрл Холл                                               |
| 2020      | ф  | Роу против Уэйда                         | Roe v. Wade                             | Уоррен Бергер                                          |
| 2022      | тф | Рэй Донован                              | Ray Donovan: The Movie                  | Микки Донован                                          |
| 2023      | ф  | Милосердие                               | Mercy                                   | Патрик «Пэдди» Куинн                                   |
| 2024      | ф  | Художник                                 | The Painter                             | Берн                                                   |
| 2024      | ф  | Мегалополис                              | Megapolis                               | Гамильтон Красс III                                    |
| 2024      | ф  | Рейган                                   | Reagan                                  | Виктор Петрович                                        |

## Награды и номинации
К настоящему времени Джон Войт имеет 23 награды и ещё 24 номинации, оставшихся без побед, в области кино.
Ниже перечислены основные награды и номинации. Полный список см. на IMDb.com
| Награда                        | Год  | Категория                                                                    | Фильм/Телесериал     | Результат |
| ------------------------------ | ---- | ---------------------------------------------------------------------------- | -------------------- | --------- |
| Оскар                          | 1970 | Лучшая мужская роль                                                          | Полуночный ковбой    | Номинация |
| Оскар                          | 1979 | Лучшая мужская роль                                                          | Возвращение домой    | Победа    |
| Оскар                          | 1986 | Лучшая мужская роль                                                          | Поезд-беглец         | Номинация |
| Оскар                          | 2002 | Лучшая мужская роль второго плана                                            | Али                  | Номинация |
| BAFTA                          | 1970 | Лучший новичок                                                               | Полуночный ковбой    | Победа    |
| Золотой глобус                 | 1970 | Лучшая мужская роль в драме                                                  | Полуночный ковбой    | Номинация |
| Золотой глобус                 | 1970 | Лучший новичок                                                               | Полуночный ковбой    | Победа    |
| Золотой глобус                 | 1973 | Лучшая мужская роль в драме                                                  | Избавление           | Номинация |
| Золотой глобус                 | 1979 | Лучшая мужская роль в драме                                                  | Возвращение домой    | Победа    |
| Золотой глобус                 | 1980 | Лучшая мужская роль в драме                                                  | Чемпион              | Номинация |
| Золотой глобус                 | 1986 | Лучшая мужская роль в драме                                                  | Поезд-беглец         | Победа    |
| Золотой глобус                 | 1993 | Лучшая мужская роль в мини-сериале или телефильме                            | Последний из племени | Номинация |
| Золотой глобус                 | 1998 | Лучшая мужская роль второго плана                                            | Благодетель          | Номинация |
| Золотой глобус                 | 2002 | Лучшая мужская роль второго плана                                            | Али                  | Номинация |
| Золотой глобус                 | 2014 | Лучшая мужская роль второго плана в мини-сериале, телесериале или телефильме | Рэй Донован          | Победа    |
| Золотой глобус                 | 2015 | Лучшая мужская роль второго плана в мини-сериале, телесериале или телефильме | Рэй Донован          | Номинация |
| Эмми                           | 2002 | Лучшая мужская роль второго плана в мини-сериале или фильме                  | Восстание            | Номинация |
| Эмми                           | 2006 | Лучшая мужская роль в мини-сериале или фильме                                | Папа Иоанн Павел II  | Номинация |
| Эмми                           | 2014 | Лучшая мужская роль второго плана в драматическом телесериале                | Рэй Донован          | Номинация |
| Премия Гильдии киноактёров США | 2005 | Лучшая мужская роль в телефильме или мини-сериале                            | Куда приводят сны    | Номинация |